# Alejandro Meleán
Alejandro Meleán Villarroel (Miami, 1987. június 16. –) amerikai születésű bolíviai labdarúgó, az Oriente Petrolero hátvédje/középpályása.